# Sonate Nr. 1 f-Moll für Violine und Klavier (Prokofjew)
Die Sonate Nr. 1 f-Moll op. 80 für Violine und Klavier  ist ein kammermusikalisches Werk des russischen Komponisten Sergej Prokofjew, das von 1938 bis 1946 entstand.
Die Sonate Nr. 1  f-Moll op. 80 für Violine und Klavier ist genau genommen Prokofjews zweite Violinsonate; ihre Komposition schloss er zwei Jahre nach der Violinsonate Nr. 2 op. 94a ab, bei der es sich wiederum um Prokofjews transkribierte Flötensonate op. 94 handelt. Der Grund für die Bezeichnung liegt darin, dass die ursprünglichen Sonatenentwürfe (der Anfang des ersten Satzes, die Exposition des zweiten Satzes und die Themen des dritten Satzes) bereits am Ende des Jahres 1938 innerhalb weniger Tage zwischen den Kompositionen Alexander Newski und Semjon Kotko entstanden.
Der Wunsch zur Komposition keimte bei Prokofjew auf, nachdem er in Teberda Musik von Händel gehört hatte; als er im August 1941 für zwei Jahre mit einer Gruppe von Kunstschaffenden nach Naltschik evakuiert wurde, nahm er u. a. die begonnene Arbeit an der ersten Violinsonate mit. Beendet wurde die Komposition erst 1946 auf seinem Landsitz Nikolina-Gora. Gewidmet hatte Prokofjew die Sonate dem Geiger David Oistrach; dieser wurde gleich nach der Beendigung dorthin geladen, Oistrach äußerte sich nach der Probenarbeit mit dem Pianisten Lew Oborin über die ihnen erläuterte Sonate: noch nie habe ich an einem Werk so begeistert gearbeitet. Die Uraufführung der Sonate fand am 23. Oktober 1946 im Kleinen Saal des Moskauer Konservatoriums statt; 1947 erhielt der Komponist für die 1. Violinsonate den Stalinpreis ersten Grades. Oistrach schlug dieses Werk auch für Prokofjews Trauerfeier vor, weil das Werk von seiner Stimmung her am besten geeignet schien.
Musikalisch rückt die Sonate in die Nähe der Filmmusiken Prokofjews zu Iwan der Schreckliche (1942–44) und Alexander Newski (1938); wie schon im ersten Violinkonzert wandte Prokofjew in der 1. Violinsonate klangmalerische Effekte vom scharfen sul ponticello über schwingende Pizzicati bis hin zu gedämpften, weichen Passagen an. „Das besondere dieser Sonate ist aber vor allen Dingen, daß es Prokofjew hier gelang, mit der intimen Form der Violinsonate einen epischen Gehalt sinfonischer Größe zu vermitteln.“